# Konsthjul

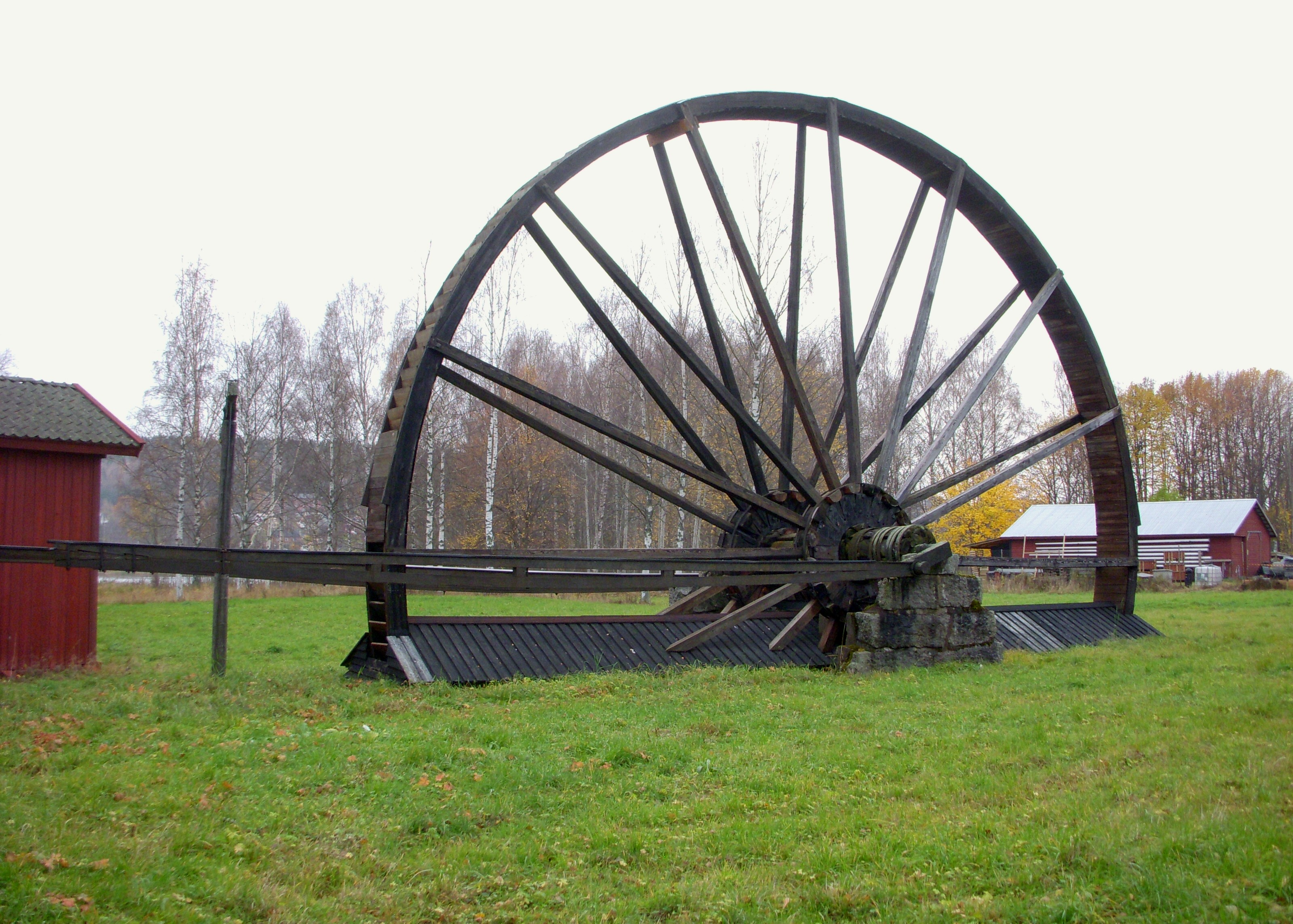
Östanberghjulet med sina 15 meter i diameter var ett av Sveriges största konsthjul.

Konsthjul kallades de vattenhjul som drev stånggångar, pumpar eller uppfordringsverk vid gruvor.

## Källa
- SAOB